# Larry Steele
Larry Nelson Steele (Greencastle, Indiana, 1949. március 5. –) amerikai profi kosárlabdázó, a Portland Trail Blazers játékosa.

## Tanulmányai
A Bainbridge Középiskolában elnyerte az All-America elismerést, majd érettségit követően a Kentucky Wildcatsnél Adolph Rupp alatt kosárlabdázott. 2003-ban az indianai kosárlabda-dicsőségcsarnok tagja lett.

## Játékosként

### Kentucky Wildcats
1968 és 1971 között a Kentucky Egyetemre járt, ahol 1970-ben és 1971-ben elnyerte az All-America elismerést.

### Portland Trail Blazers
A Kentucky Colonels az 1971-es és 1974-es NBA-draftek során választotta ki, de a Portland Trail Blazers játékosa lett. Az 1979–80-as szezonban térdsérülés miatt visszavonult.
Az 1973–74-es szezonban ő vezette a labdaelvételek rangsorát.

## Visszavonulása után
Később a Trail Blazers marketingfelelőse, illetve sportkommentátora, illetve a NBA on CBS műsorvezetője lett. 1987 és 1994 között a Portland Pilots vezetőedzője volt.
Oregonban kosárlabda-edzőtábort alapított.

## Statisztika

### Szezon
| Szezon                                                 | Csapat                 | GP  | MPG  | FG%  | FT%  | RPG | APG | SPG  | BPG | PPG  |
| ------------------------------------------------------ | ---------------------- | --- | ---- | ---- | ---- | --- | --- | ---- | --- | ---- |
| 1971–72                                                | Portland Trail Blazers | 72  | 18,2 | .481 | .722 | 3,9 | 2,2 | –    | –   | 5,1  |
| 1972–73                                                | Portland Trail Blazers | 66  | 19,7 | .483 | .798 | 2,3 | 2,4 | –    | –   | 5,9  |
| 1973–74                                                | Portland Trail Blazers | 81  | 32,7 | .478 | .789 | 3,8 | 4   | 2,7* | 0,4 | 9,7  |
| 1974–75                                                | Portland Trail Blazers | 76  | 31,4 | .548 | .836 | 3   | 3,8 | 2,4  | 0,2 | 8,6  |
| 1975–76                                                | Portland Trail Blazers | 81  | 29,4 | .495 | .759 | 3,6 | 4   | 2,1  | 0,2 | 9,9  |
| 1976–77†                                               | Portland Trail Blazers | 81  | 20,7 | .500 | .806 | 2,3 | 2,1 | 1,5  | 0,2 | 10,3 |
| 1977–78                                                | Portland Trail Blazers | 65  | 17,4 | .470 | .820 | 1,7 | 1,3 | 0,9  | 0,1 | 8    |
| 1978–79                                                | Portland Trail Blazers | 72  | 20,7 | .420 | .824 | 2,4 | 2   | 1    | 0,1 | 7,2  |
| 1979–80                                                | Portland Trail Blazers | 16  | 27,9 | .425 | .815 | 2,8 | 4,2 | 1,6  | 0,1 | 9,1  |
| Összesen:                                              | Összesen:              | 610 | 24,2 | .483 | .796 | 2,9 | 2,8 | 1,8  | 0,2 | 1,8  |
| Jelmagyarázat: † NBA-bajnokságot nyert \| * Ligavezető |                        |     |      |      |      |     |     |      |     |      |

### Rájátszás
| Év                                     | Csapat                 | GP | MPG  | FG%  | FT%  | RPG | APG | SPG | BPG | PPG  |
| -------------------------------------- | ---------------------- | -- | ---- | ---- | ---- | --- | --- | --- | --- | ---- |
| 1977†                                  | Portland Trail Blazers | 18 | 14,5 | .371 | .750 | 1,5 | 1   | 0,5 | 0   | 4,2  |
| 1978                                   | Portland Trail Blazers | 6  | 31,8 | .417 | .905 | 4,3 | 2,3 | 1,2 | 0,3 | 11,5 |
| 1979                                   | Portland Trail Blazers | 3  | 24,3 | .571 | .889 | 3,7 | 2,3 | 3,3 | 0   | 13,3 |
| Összesen:                              | Összesen:              | 27 | 19,4 | .424 | .823 | 2,4 | 1,4 | 1   | 0,1 | 6,9  |
| Jelmagyarázat: † NBA-bajnokságot nyert |                        |    |      |      |      |     |     |     |     |      |

## Eredményei vezetőedzőként
| Szezon                                  | Eredmény                                | Eredmény                                | Helyezés                                |
| Szezon                                  | Összesített                             | Konferencia                             | Helyezés                                |
| Portland Pilots (West Coast Conference) | Portland Pilots (West Coast Conference) | Portland Pilots (West Coast Conference) | Portland Pilots (West Coast Conference) |
| --------------------------------------- | --------------------------------------- | --------------------------------------- | --------------------------------------- |
| 1978–88                                 | 6–22                                    | 1–13                                    | 8.                                      |
| 1988–89                                 | 2–26                                    | 2–12                                    | T–7.                                    |
| 1989–90                                 | 11–17                                   | 7–7                                     | 4.                                      |
| 1990–91                                 | 5–23                                    | 3–11                                    | 8.                                      |
| 1991–92                                 | 10–18                                   | 3–11                                    | 8.                                      |
| 1992–93                                 | 9–18                                    | 3–11                                    | 7.                                      |
| 1993–94                                 | 13–17                                   | 6–8                                     | T–5.                                    |
| Összesen:                               | 56–141                                  | 25–73                                   | –                                       |

## Fordítás
- Ez a szócikk részben vagy egészben  a   Larry Steele című angol Wikipédia-szócikk ezen változatának fordításán alapul.  Az eredeti cikk szerkesztőit annak laptörténete sorolja fel. Ez a jelzés csupán a megfogalmazás eredetét és a szerzői jogokat jelzi, nem szolgál a cikkben szereplő információk forrásmegjelöléseként.